# Hell’s Thrash Horsemen
Hell’s Thrash Horsemen war eine russische Thrash-Metal-Band aus Smolensk, die 2007 gegründet wurde und sich 2014 auflöste.

## Geschichte
Die Band wurde im Jahr 2007 vom Gitarristen Nick Komshukov gegründet. Neben Komshukov, der anfangs auch den Gesang übernahm, bestand die Besetzung aus dem Gitarristen Andy Kozhekin, dem Bassisten Yegor Porotikov und dem Schlagzeuger Andrey Azarov. Im Dezember desselben Jahres stieß Alexander Ivanov als Sänger hinzu. In dieser Besetzung begannen die ersten Proben unter dem Namen Hell’s Thrash Horsemen. In den folgenden Monaten bereitete die Gruppe sich auf die ersten Konzerte vor, wofür sie die Songs Beginning of War, Prologue to Slaughterhouse, Hell’s Thrash Horsemen, Serial Man und eine Coverversion von Testaments The Preacher ausarbeitete. Nach einem ersten Auftritt im März 2008 in Smolensk, schlossen sich weitere an. Im Mai 2008 trennte sich die Band von ihrem Bassisten Porotikov, der durch Gleb Mikhalchenkov ersetzt wurde. In neuer Besetzung folgten weitere Auftritte, ehe im September das Debütalbum …Till Violence aufgenommen wurde. Danach verließen der Gitarrist Kozhekin und der Schlagzeuger Azarov die Gruppe. Neu hinzu kam nur der Schlagzeuger Fedor Masuev, da man sich entschieden hatte, als Quartett fortzufahren. Das Album wurde im März 2009 bei Always at War Records veröffentlicht. Nach der Veröffentlichung trat die Band in Smolensk und anderen russischen Städten auf, wobei auch neue Songs gespielt wurden. Im Dezember begannen die Arbeiten zu einem zweiten Album, das im Juni 2010 unter dem Namen Going Sane erschien. Danach ging es auf Tournee durch verschiedene russische Städte. Im August verließ der Bassist Mikhalchenkov die Besetzung, als Ersatz wurde Konstantin Rodin hinzugefügt. Im Herbst/Winter 2010/2011 war die Band daraufhin weiter live aktiv. Dabei war sie auch als Vorband für die deutsche Gruppe Contradiction tätig. Während dieser Phase wurde auch das Debütalbum bei dem brasilianischen Label Holocaust Productions als Split-Veröffentlichung Pain Is Inevitable mit der ebenfalls brasilianischen Band Rattle wiederveröffentlicht. Im Frühling 2011 erhielt die Band ein Angebot vom malaysischen Label Metal Zone Distro eine Coverversion der malaysischen Band Silent Death einzuspielen. Hell’s Thrash Horsemen nahm daraufhin im Mai ihre Version von Morbid Massacre auf, die 2012 auf einem Tribute-Sampler enthalten war. Ende August 2011 war die Band in Belarus auf dem Metal Crowd Fest zu sehen. Im Herbst 2011 begann die Gruppe mit den Arbeiten an einem Demo, das vier Songs enthält, und die auf einem später erscheinenden dritten Album ebenfalls zu hören sein sollten. Im November trat die Band zusammen mit der deutschen Band Necronomicon auf. Nach einer kleinen Tournee durch Italien im Februar 2012 kam Stanislav Salnikov als neuer Bassist hinzu. Etwa zur selben Zeit erschien die EP Demo - 2012, die sowohl aus Demoaufnahmen auch aus neuen Aufnahmen bestand. Die EP sollte ein Vorgeschmack auf das kommende dritte Album sein. 2013 wurde über Punishment 18 Records das Debütalbum wiederveröffentlicht. Am 10. Juli 2014 kam es zur Auflösung der Gruppe. Die Veröffentlichung des Resurrected Victim betitelten dritten Albums soll dennoch noch erfolgen.

## Stil
Pascal von metal.de schrieb in seiner Rezension zu …Till Violence, dass die Gruppe hierauf deutschen mit Thrash Metal aus der San Francisco Bay Area vermischt. Die Musik klinge jedoch nur wenig innovativ. Die E-Gitarren würden recht schnell spielen, würden neben Soli aber auch Tempowechsel einsetzen. Das Schlagzeugspiel sei gelegentlich etwas unrhythmisch. Für Luxi Lahtinen von voicesfromthedarkside.de war Demo - 2012 auch klar dem Old-School-Thrash-Metal zuzuordnen. Die Musik sei vor allem durch US-Bands wie Slayer, Metallica und Testament beeinflusst worden. Die Gruppe sei womöglich die größte russische Thrash-Metal-Hoffnung seit End Zone, Мастер oder DeadXheaD.

## Diskografie
- 2009: …Till Violence (Album, Always at War Records)
- 2010: Going Sane (Album, HTH Productions)
- 2011: Pain Is Inevitable (Split mit Rattle, Holocaust Productions)
- 2012: Demo - 2012 (EP, Eigenveröffentlichung)